# Neoporus
Neoporus es un género de escarabajos de la familia Dytiscidae. Antes era considerado un subgénero de Hydroporus.
Miden 2.2-6.4 mm. Se encuentran en Norteamérica, la mayoría en la región de los Apalaches. Hay más de 40 especies.

## Especies
- N. arizonicus Fall, 1917
- N. asidytus Young, 1984
- N. aulicus Aubé, 1838
- N. baelus Young, 1984
- N. blanchardi Sherman, 1913
- N. carolinus Fall, 1917
- N. cimicoides Sharp, 1882
- N. clypealis Sharp, 1882
- N. dilatatus Fall, 1917
- N. dimidiatus Gemminger and Harold, 1868
- N. dixianus Fall, 1917
- N. effeminatus Fall, 1923
- N. floridanus Young, 1940
- N. gaudens Fall, 1923
- N. hebes Fall, 1923
- N. helocrinus Young, 1967
- N. hybridus Aubé, 1838
- N. latocavus Wolfe, 1984
- N. lecontei Nilsson, 2001
- N. lobatus Sharp, 1882
- N. lynceus Sharp, 1882
- N. mellitus LeConte, 1855
- N. pratus Wolfe, 1984
- N. psammodytes Young, 1978
- N. rheocrinus Young, 1967
- N. semiflavus Fall, 1917
- N. shermani Fall, 1917
- N. spurius LeConte, 1855
- N. striatopunctatus F. E. Melsheimer, 1844
- N. sulcipennis Fall, 1917
- N. superioris J. Balfour-Browne, 1944
- N. tennetum Wolfe, 1984
- N. tigrinus Fall, 1917
- N. undulatus Say, 1823
- N. uniformis Blatchley, 1925
- N. venustus LeConte, 1855
- N. vitiosus LeConte, 1855
- N. vittatipennis Gemminger and Harold, 1868
- N. vittatus LeConte, 1855